# 瞿兰香
瞿兰香（1937年—），女，江西九江人，中华人民共和国工人，曾任九江国棉一厂党委副书记，九江市人大常委会副主任，第三届全国人大代表。被评为全国先进生产者、全国劳动模范等。